# Antoni Kowalski (malarz)
Antoni Kowalski (ur. 10 lipca 1957) – polski malarz i grafik.
Studiował na Wydziale Grafiki Akademii Sztuk Pięknych w Krakowie – Filia w Katowicach. Dyplom z medalem w Pracowni Malarstwa prof. Jerzego Dudy-Gracza i w Pracowni Projektowania Graficznego prof. Tomasza Jury w 1982 roku. W latach 1994–2000 – wykładowca Europejskiej Akademii Sztuk w Warszawie. Od 2003 roku wykładowca dr hab. Akademii Sztuk Pięknych w Katowicach. W 2009 roku otrzymał tytuł profesora sztuk plastycznych. Odznaczony przez Prezydenta RP Złotym Krzyżem Zasługi w 2014 roku. Liczne podróże artystyczne po Europie, USA, Chinach. Mieszka i pracuje w Katowicach.

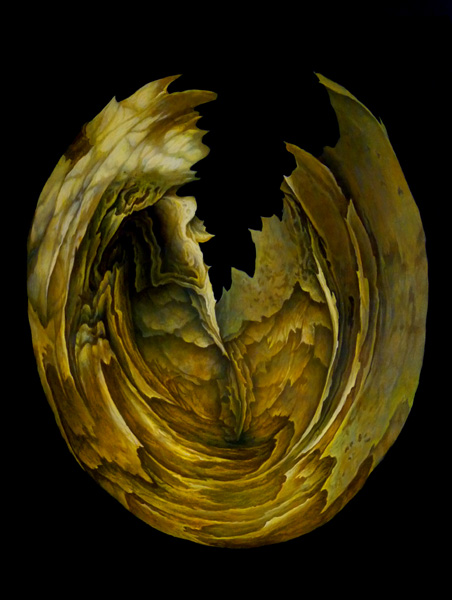
Antoni Kowalski, Drzewo żywota VI, olej, płótno 130x97 cm, 2014

## Wystawy indywidualne

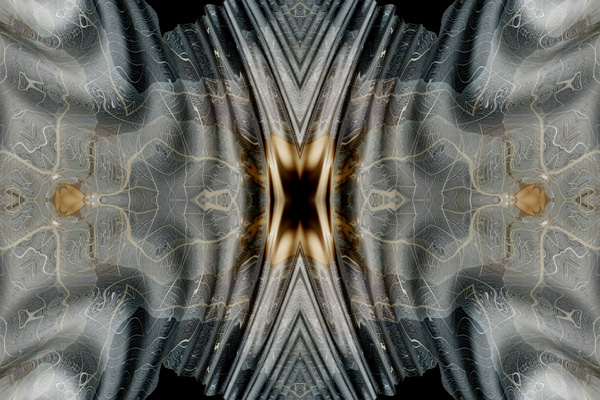
Antoni Kowalski, Drzewo żywota-zazdrość, druk cyfrowy, 103x150 cm, 2015

- 1982 – Galeria 2016, Bruksela; L’Hôtel de Ville, Courcelles, Belgia
- 1983 – Galeria Zapiecek, Warszawa
- 1984 – Galeria BWA, Katowice; Galeria Ka De We, Berlin Zachodni; Atelier für Polnische Kunst, Berlin Zachodni; Obere Galerie, Berlin Zachodni; Messehalle 3, Berlin Zachodni; Kuhdamm Galerie, Berlin Zachodni; Galeria Zapiecek, Warszawa
- 1989 – Galeria A.B. Wahl, Warszawa
- 1992 – Galeria Zapiecek, Warszawa; Galeria Rama-Aneks, Poznań
- 1994 – Muzeum, Zamek Piastowski & Galeria Ratusza, Gliwice; Muzeum Śląskie, Katowice; Państwowa Galeria Sztuki Współczesnej, Przemyśl
- 1995 – Państwowa Galeria Sztuki – Galeria Willa, Łódź; Galeria 2016, Bruksela, Belgia
- 1996 – Galeria 2016 – Hauterive / Neuchâtel, Szwajcaria; Galeria na Piętrze, Poznań
- 1997 – Galeria Zapiecek, Warszawa; Galeria BWA, Zamość; Galeria Obok, Tychy
- 1998 – Galeria Sztuki Współczesnej, Płock
- 1998 – Galeria Zapiecek, Warszawa
- 2000 – Galeria 1112 The Society For Arts, Chicago, USA
- 2001 – Teatr Śląski, Katowice
- 2002 – Galeria Artemis, Kraków
- 2003 – Muzeum Śląskie, Katowice, wystawa retrospektywna; Chateau de Bourscheid – Schubertiade, Luksemburg
- 2004 – Teatr Śląski, Katowice
- 2005 – Galeria Akcent, Bielsko-Biała
- 2006 – Galeria Sztuki Współczesnej, Przemyśl
- 2007 – Galeria Sztuki Współczesnej BWA, Olsztyn, wystawa retrospektywna
- 2009 – Galeria Rondo Sztuki, Katowice; Miejska Galeria Sztuki „MM” Chorzów
- 2010 – Galeria Sztuki Współczesnej „Elektrownia”, Czeladź
- 2011 – Galeria Sztuki Współczesnej BWA, Rzeszów; Galeria Miejski Ośrodek Kultury, Dębica
- 2013 – Galeria Sztuki Współczesnej BWA, Kielce, Busko Zdrój
- 2015 – Galeria Foyer Teatr Śląski, Katowice; Galeria Sztuki Współczesnej BWA, Olsztyn.

Udział w około 300 wystawach zbiorowych międzynarodowych i ogólnopolskich.

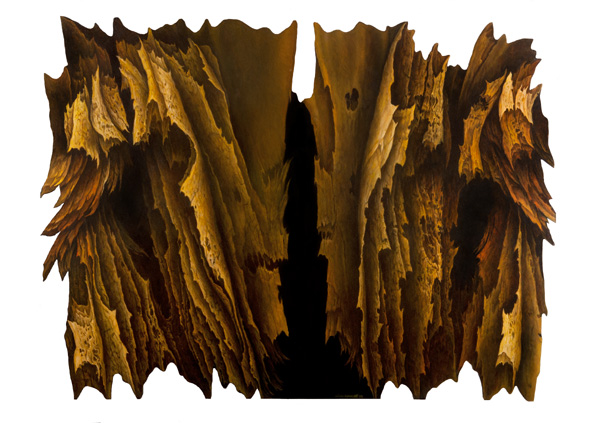
Antoni Kowalski, Drzewo żywota-wrota I, olej, płyta, 2014

## Ważniejsze nagrody
- 1979 – II nagroda w Ogólnopolskim Biennale Rysunku Studenckiego, Katowice
- 1981 – Dyplom honorowy VI Mostra Internationale Del Disegno Umoristico, Ancona, Włochy;I nagroda w Ogólnopolskim Konkursie „7 Grzechów Głównych”, Warszawa
- 1982 – I nagroda w Ogólnopolskim Konkursie Malarskim im. R. Pomorskiego, Katowice; nagroda główna i wyróżnienie w Ogólnopolskim Konkursie na Plakat pt. „Karol Szymanowski”, Warszawa; wyróżnienie w IX Ogólnopolskich Jesiennych Konfrontacjach, Rzeszów
- 1983 – IV nagroda w VII Mostra Internationale Del Disegno Umoristico, Ancona, Włochy; wyróżnienie w Ogólnopolskim Konkursie na Rysunek pisma „Radar”, Warszawa
- 1984 – III nagroda w XXXVIII Salonie Zimowym Plastyki, Radom; Stypendium Ministra Kultury i Sztuki
- 1988 – II nagroda w XIV Ogólnopolskim Konkursie Malarskim na Obraz im. J. Spychalskiego, Poznań
- 1989 – Nagroda za malarstwo, International Art Competition, Pyramid Galery, Nowy Jork, USA
- 1992 – I nagroda w Ogólnopolskim Konkursie na Rysunek Grand Prix Faber Castell, Poznań
- 1999 – Stypendium Ministra Kultury i Sztuki
- 2007 – Nagroda honorowa Medial 2 Art Biennial Londyn, Anglia
- 2009 – „Artist in Residence” – warsztaty graficzne, Guanlan, Chiny
- 2010 – Diploma of Excellence – 3 Art Now global art annual 2008-09, Londyn, Anglia
- 2010 – Diploma of Excellence – 1 Biennial of Contemporary Art 2008-2009, Londyn, Anglia
- 2011 – Honorable award 11th Media Global Art Annual Artists of today Art Addiction Medial Museum, Londyn, Anglia
- 2011 – Diploma of Excellence Graphic Art 6 Online Annual, Londyn, Anglia
- 2011 – Certificate of Excellence Palm Art Award, Lipsk, Niemcy
- 2013 – Finalista XI Biennale Internationale per I’ncisione-Premio Acqui 2013, Acqui Terme, Włochy
- 2014 – Nominowany do nagrody Artworld Printmaker Competition, Amsterdam Holandia.

## Prace w zbiorach
- The Museum of Modern Art, New York, USA[2]
- Frank Fox Collection, West Chester University, Pensylwania, USA
- Galeria 1112 The Society For Arts, Chicago, USA
- The Sztyber Collection, USA
- Muzeum Haus am Checkpoint Charlie, Berlin Zachodni
- Museo delHncisione Castello del Paleologi, Acqui Terme, Włochy
- Cabinet d’Estampes AMAC, Chamalieres, Francja
- Cabinet Municipale des Estampes „Achille Bertarelli” Castelli Sforzesco, Mediolan, Włochy
- Museum of Art, Cluj-Napoca, Rumunia
- Institute and Museum, Bitola, Republika Macedonii
- Muzeum Narodowe w Szczecinie
- Muzeum Śląskie w Katowicach
- Muzeum Plakatu w Wilanowie
- Muzeum Karykatury w Warszawie
- Muzeum Historii Katowic
- Kolekcja Art & Business Warszawa
- Europejska Akademia Sztuk w Warszawie
- Galeria 2016 Hauterive/Neuchâtel, Szwajcaria
- Galeria 2016, Bruksela
- BWA Katowice, BWA Rzeszów, BWA Przemyśl
- Print & Drawings Cabinet, Cremona Civic Museum, Italia
- Guanlan Museum, Shenzhen, China
- Guanlan Original Printmaking Center, China
- National Taiwan Museum of Fine Arts, Taiwan
- World Gallery of Drawings, Skopje, Macedonia
- Muzeum Narodowe w Krakowie.

oraz w zbiorach prywatnych w kraju i za granicą.

## Filmy
- Galeria Dwójki „Antoni Kowalski” TVP 1989, realizacja Elżbieta Dryll-Glińska
- „Modlitwy Antoniego Kowalskiego” TVP 1992, realizacja Elżbieta Dryll–Glińska
- „Modlitwy i medytacje”, TVP Katowice 1994, realizacja Urszula Rój

## Ważniejsze cykle malarskie
- „Całuny” 1982-1986
- „Chwile” 1986-1988
- „Modlitwy” od 1988
- „Medytacje” od 1988
- „Amen” od 2007
- „Drzewo żywota” od 2010.